# RS Ophiuchi
RS Ophiuchi (RS Oph) es una nova situada aproximadamente a 1950 años luz en la constelación Ofiuco. En su fase más tranquila tiene una magnitud aparente de 12,5. Tuvo estallidos en 1898, 1933, 1958, 1967, 1985 , 2006 y 2021 y llegó a alrededor de la magnitud 5. Esta nova recurrente está compuesta por dos estrellas, una enana blanca y una gigante roja. Cada 20 años, se acumula suficiente material de la gigante roja en la superficie de la enana blanca como para producir una explosión termonuclear. La enana blanca orbita en la ténue atmósfera de la gigante roja, y su material se concentra en un disco de acreción alrededor de la enana blanca.

## Novas

### 1933
El estallido de 1933 fue descubierto por Eppe Loreta, desde Bolonia, Italia. Loreta estaba observando la estrella variable Y Ophiuchi cuando por casualidad vio un objeto brillante a 50 minutos de arco al suroeste de Y Oph. La detección de esta estrella luminosa resultó ser la segunda explosión de RS Oph. Leslie Peltier realizó un descubrimiento independiente días más tarde.

### 1958
El estallido de 1958 fue descubierto por Cyrus Fernald, situado en Florida. El informe mensual de Fernald de julio de 1958, contenía 345 observaciones, e incluyó una nota en la que comentaba "Nada realmente bueno en este mes, aparte de las observaciones de RS Oph (19 en total). Fue interesante observar el cambio de color según se debilitaba la estrella. Era de color rojizo la primera noche, luego amarillento-rojizo y así. La última observación fue de la estrella más rojiza que he visto nunca." El color rojo al que se refiere es indicativo de la fuerte emisión en H-alpha que se observó bastantes días después del estallido.

### 1967
El estallido de 1967 fue detectado nuevamente por Cyrus Fernald, pero esa misma noche, Max Beyer, situado en Hamburgo, Alemania había observado ya la variable en la magnitud 6. Debido a la diferencia de 6 horas en las zonas horarias, Beyer recibió el crédito de la primera observación.

### 1985
En enero de 1985, Warren Morrison de Peterborough, Canadá descubrió el nuevo estallido de RS Oph.

### 2006
El 13 de febrero de 2006 se descubrió una nueva explosión, que llegó a la magnitud 4,5. Esta nueva oportunidad está sirviendo para seguir la explosión en múltiples longitudes de onda. 

### 2021
El 8 de agosto de 2021, el telescopio espacial de rayos gamma Fermi corroboró las observaciones ópticas realizadas por K. Geary de un nuevo estallido asociado con RS Oph, con una magnitud visual estimada de 5,0. Alcanzó una magnitud visual máxima de aproximadamente 4,6 al día siguiente.